# わんぱく三人組
『わんぱく三人組/アルヴィンショー』（わんぱくさんにんぐみ、原題：The Alvin Show）は、バグダサリアン・プロダクションによって制作されたアメリカ合衆国のテレビアニメ。
日本では1964年9月2日から1965年3月3日までTBSで放送された。放送時間は毎週水曜18:00 - 18:30（JST）。

## キャラクター

### メインキャラクター
- アルビン (Alvin Seville)
- サイモン (Simon Seville)
- セオドア (Theodore Seville)
- デイブ (Dave Seville)
- クライド・クラッシュカップ (Clyde Crashcup)
- レオナルド (Leonardo)

### サブキャラクター
- スタンリー (Stanley the Eagle)
- サム・バリアント (Sam Valiant)
- フランピントン夫人 (Mrs. Frumpington)
- Pictorial Crashcup
- ミス・ファンシー (Miss Fancy)
- Harry
- Bentley Van Rolls III
- Reese
- R.B. Huston
- デイジー・ベル (Daisy Belle)
- ビリー・ブラウン (Billy Brown)
- チャック・ワゴン (Chuck Wagon)
- サム・マーリン (Sam Merlin)
- ロジャー・マーセル (Roger Marsell)
- グッディ (Ms. Goody)
- JP Lester
- キャリー・ジョーンズ (Carrie Jones)
- ブロンコ・ショーツ (Bronco Shorts)

## キャスト
- ロス・バグダサリアン・Sr：アルビン、サイモン、セオドア (会話)、デイブ
- シェパード・メンケン：クライド・クラッシュカップ
- ジューン・フォーレイ：デイジー・ベル
- リー・パトリック：フランピントン夫人
- ジョニー・マン：セオドア (歌)
- ジョー・ベッサー
- ビル・リー
- ドン・メシック

### 日本語吹き替え版
- 青山ミチ：アルビン
- 向井真理子：ナレーター

## スタッフ
- 製作総指揮：ハーバート・クリン
- アソシエイトプロデューサー：レオ・サルキン
- 美術監督：ジュールズ・エンゲル
- プロダクションエグゼクティブ：バド・ゲッツラー
- 監督：オズモンド・エヴァンス、ルディ・ラリーバ、ギル・ターナー、アラン・ザスロブ
- 脚本：レオ・サルキン、カル・ハワード、ボブ・カーツ、エド・ノフジガー、デール・ヘイル、ヤン・ストレヤン、アル・ベルティーノ、ジャック・コスグリフ、ビル・ダンチ、クリス・ジェンキンス、ディック・キニー、テッド・ピアス
- アニメーション：ハル・アンブロ、エド・フリードマン、ボブ・ゴー、フレッド・グレイブル、チャック・ハリタン、ケン・フルトグレン、スタン・ウィルキンス、ルース・キッサン、ハンク・スミス、ルーベン・アポダカ、ドリス・コリンズ、ジェームス・フレッチャー
- 美術：サム・ワイス、バーン・ヨルゲンセン、アーニー・ノルドリ、デール・バーンハート、カレン・ホータリング
- 背景：ローズマリー・オコナー、ボブ・マッキントッシュ、ボリス・ゴアリック、アーヴィン・カプラン
- 編集：ジョー・シラクーサ
- 音楽監督：ジョニー・マン
- 音楽：ロス・バグダサリアン・Sr
- プロダクションマネージャー：レイ・サーズビー
- プロダクションアソシエイト：ニック・ドラリック
- インクペイント：ベラ・マッキーニー
- 確認：ポール・マロン
- カメラ：ジャック・エッケス
- 音響技師：マルヌ・ファリス、テッド・キープ
- 録音：グレン・グレン・サウンド

| TBS 水曜18:00 - 18:30枠 | TBS 水曜18:00 - 18:30枠 | TBS 水曜18:00 - 18:30枠 |
| 前番組                  | 番組名                  | 次番組                  |
| ----------------------- | ----------------------- | ----------------------- |
| チョコマカ作戦          | わんぱく三人組          | 宇宙家族 （再）         |